# JRAウェザーリポート
JRAウェザーリポート（うぇざーりぽーと）は、テレビ東京系列のテレビ北海道（TVh）が毎週木曜日22:54-23:00で放送している天気予報番組。日本中央競馬会（JRA）の一社提供。

## 概要
TVhお天気情報を参照。

## 来歴
1989年10月1日の開局以来、10月5日より毎週放送されている番組で、ミニ番組を含めると、『TVh道新ニュース』と同じ放送年数を誇る。

## オープニングとエンディングについて
放送開始以来、一枚絵のBGMなしで、「JRA日本中央競馬会の提供でお送りします（しました）」というナレーションが入る。